# Томиловка (Новосибирская область)
Томиловка — исчезнувшая деревня в Северном районе Новосибирской области России. Входила в состав Останинского сельсовета. Решением райисполкома от 10 марта 1982 года деревня исключена из учётных данных.

## География
Располагалась на правом берегу реки Большая Ича.

## История
Основана в 1908 г. Свое название деревня получила от первых переселенцев с Белоруссии, поселившихся на берегу реки Ича, притока Тары. Первыми жителями были братья Михалевичи. В 1932 году образовался колхоз «Осоавиахим». В 1935 году открылась начальная школа.. В 1928 г. поселок Томиловский состоял из 29 хозяйств. В составе Ичинского сельсовета Биазинского района Барабинского округа Сибирского края.

## Население
По переписи 1926 г. в поселке проживало 158 человек (73 мужчины и 85 женщин), основное население — белоруссы.